# Wielki Kościół w niewoli
Wielki Kościół w niewoli (ang. The Great Church in Captivity. A Study of the Patriarchate of Constantinople from the Eve of the Turkish Conquest to the Greek War of Independence) – studium historyczne autorstwa Stevena Runcimana opublikowane przez Cambridge University Press w 1968. Jej pierwsze polskie wydanie nastąpiło w 1973 (Instytut Wydawniczy "PAX") w tłumaczeniu Jana Stanisława Łosia i z okładką projektu Kazimierza Hałajkiewicza.
Praca jest poświęcona historii Patriarchatu Konstantynopolitańskiego od czasów bezpośrednio poprzedzających jego podbój przez Turków, do wybuchu greckiej wojny o niepodległość. Została napisana w oparciu o materiały autora z dwóch cyklów wykładowych:
- fundacji Glifforda z lat 1960-1961 na Uniwersytecie Saint Andrews na temat kościoła konstantynopolitańskiego w latach 1261-1821,
- fundacji Birkbecka z roku 1966 w Trinity College na Uniwersytecie w Cambridge z zakresu stosunków pomiędzy kościołem konstantynopolitańskim, a kościołami protestanckimi w XVI oraz XVII wieku[2].

Studium należy do uznanych w świecie naukowym prac historycznych, które polskie wydanie wielokrotnie wznawiano.